# La Baroche-sous-Lucé
La Baroche-sous-Lucé är en kommun i departementet Orne i regionen Normandie i nordvästra Frankrike. Kommunen ligger i kantonen Juvigny-sous-Andaine som tillhör arrondissementet Alençon. År 2018 hade La Baroche-sous-Lucé 386 invånare.

## Befolkningsutveckling
Antalet invånare i kommunen La Baroche-sous-Lucé
| Referens: INSEE |